# Єкатерингоф
Єкатеринго́ф (нім. Ekaterinhof, Katharinenhof, тобто «двір Катерини») — історичний пейзажний парк на південному заході Адміралтейського району Санкт-Петербурга, що веде свою історію з петровського часу, коли в гирлі річки Екатерінгофки був збудований Підзорний палац . В 1933 перейменований в парк імені 1-го Травня, потім в 1948 в парк імені 30-річчя ВЛКСМ  . Початкова назва була повернена в 1992.